# Bouconville

Bouconville este o comună în departamentul Ardennes din nordul Franței. În 2009 avea o populație de 51 de locuitori.